# (845) Naëma
(845) Naëma est un astéroïde de la ceinture principale découvert le 16 novembre 1916 par l'astronome allemand Max Wolf.
Sa désignation provisoire était 1916 AS.